# Utto Lang

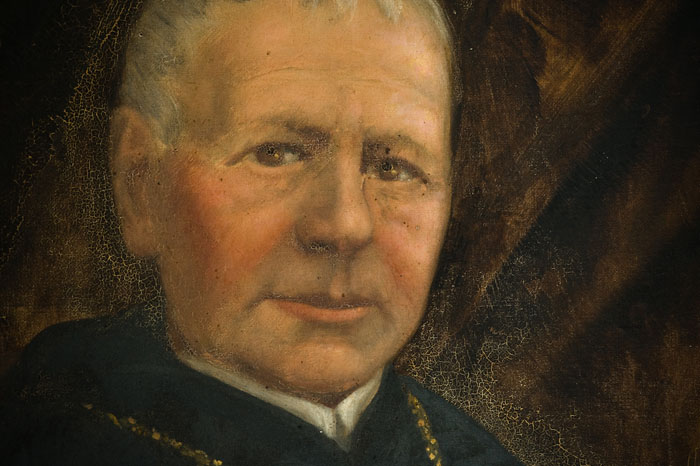
Abt Utto Lang

Utto Lang OSB (* 15. Februar 1806 in Kasten bei Osterhofen als Georg Lang; † 25. Februar 1884 in Metten) war Abt des bayerischen Benediktinerklosters Metten und erster Präses der wiedererrichteten Bayerischen Benediktinerkongregation.

## Biografie
Nach dem Studium der Philosophie und Theologie an der Ludwig-Maximilians-Universität München und am Lyceum in Regensburg wurde Georg Lang 1830 von Weihbischof Georg Michael Wittmann in Regensburg zum Priester geweiht. Anschließend war er als Kaplan in Rottenburg an der Laaber und Taufkirchen tätig, bevor er 1837 in die Benediktinerabtei Metten eintrat. Im Anschluss an seine Profess 1838, bei der er nach dem Gründerabt des Klosters den Ordensnamen Utto erhielt, war er am Gymnasium des Klosters als Chordirektor und als Direktor des Klosterseminars (Internat) tätig. Als 1844 am Gymnasium des Klosters im Auftrag des Bischofs von Regensburg ein Seminar zur Vorbereitung von Knaben auf das Theologiestudium und den Priesterberuf errichtet wurde, betraute man Utto Lang mit dessen Leitung.
Als Abt Gregor Scherr 1858 zum Erzbischof von München und Freising ernannt wurde, wählten die Mönche des Klosters Metten Utto Lang zum neuen Abt. 1858 wurde er zum ersten Abtpräses der wiedererrichteten Bayerischen Benediktinerkongregation gewählt; dieses Amt hatte er bis 1870 inne. In der Funktion als Abtpräses der Bayerischen Benediktinerkongregation nahm er 1869/70 am Ersten Vatikanischen Konzil teil. Die Tagebücher von Utto Lang, in denen er über diese Zeit berichtet, geben wichtige Einblicke in die Vorgänge beim Konzil. Auszüge aus dem Tagebuch des Abtes Utto Lang wurden von Hugo Lang, Mönch der Abtei St. Bonifaz, der von ihm erstellten Übersetzung der Geschichte des Ersten Vatikanischen Konzils des englischen Benediktinerabtes Cuthbert Butler beigegeben.